# Kirchentreffen von Skänninge
Das Kirchentreffen von Skänninge wurde um den 1. März 1248 abgehalten, um die kirchlichen Verhältnisse in Schweden zu regeln.

## Vorgeschichte
1164 war Schweden durch die Errichtung des Erzbistums Uppsala eine eigene Kirchenprovinz geworden, doch war das Verhältnis zwischen Kirche und Staat aufgrund der unruhigen politischen Lage in Schweden zeitweise gespannt. 1248 wurde ein Kirchentreffen in Skänninge einberufen, an dem als Vertreter der Kirche der päpstliche Kardinal Wilhelm von Sabina und die schwedischen Bischöfe und Äbte teilnahmen, während der Reichsverweser Birger Jarl, dessen Wohnsitz Bjälbo nur einige Kilometer von Skänninge entfernt lag, die Verhandlungsgruppe des Staates führte.

## Verlauf
Der Kardinal übernahm eine Mittlerrolle in den aktuellen innenpolitischen Auseinandersetzungen, wobei er die Politik Birger Jarls unterstützte, der seinerseits die Forderungen der Kirche nach einer klaren rechtlichen Trennung von Kirche und Staat und die Einführung des kanonischen Rechts für die Kirche unterstützte. Auch die Einführung des Zölibats für Priester war ein wichtiges Resultat dieses Kirchentreffens.